# Научная библиотека Уфимского научного центра РАН
Научная библиотека Уфимского научного центра РАН — библиотека научного профиля Уфимского научного центра Российской академии наук, региональный центр депозитарного хранения фонда сети академических библиотек. Располагает фондом более 733 тыс. экземпляров (книг — 281 тыс., периодических изданий — 440 тыс.), в том числе, фонды редкой книги XVIII-XIX веков по минералогии, географии, этнографии — 16,5 тыс., отечественной периодики с 1864 года, советских изданий с 1930 года, зарубежных — с 1952 года, а также башкирской и татарской литературы. Обслуживает 1255 читателей, общегодовое число посещений — 10018, общегодовое число книговыдачи — 46030.

## История
Постановлением Совета Министров СССР от 12 мая 1951 года № 1591 был организован Башкирский филиал Академии наук СССР, а 18 сентября 1951 года была создана сама библиотека на базе библиотек Башкирского нaучно-исследовательского института истории, языка и литературы имени Мажита Гафури и Башкирского ботанического сада. Первой заведующей стала Рабига Хусаиновна Гайсина.
С 1951 до 1956 года библиотека приняла фонд библиотеки бывшего Башкирского нaучно-исследовательского института истории, языка и литературы имени Мажита Гафури (12280 изданий), бывшей Башкирской коммунистической сельскохозяйственной школы (1500 изданий), поступления из Башкирского ботанического сада Министерства сельского хозяйства БАССР (1959 изданий).
В 1952 году в распоряжение библиотеки было передано первое помещение — нижний этаж жилого дома по Советской улице, 13/15.
В 1953 году из библиотеки Академии наук поступило около 12000 книг и журналов.
C 1956 года библиотекой руководила Клавдия Николаевна Щербакова.
В 1957 году открылся первый читальный зал на 10 мест. В читальном зале был сразу выделен фонд свободного доступа в количестве 824 книг и журналов.
В 1958 году на должность заведующей библиотекой была назначена Ольга Ефимовна Белобородова. Библиотека была оснащена современной на тот момент техникой: множительной аппаратурой, аппаратами для чтения микрофиш, микрофильмов, телетайпом для работы межбиблиотечного абонемента.
В 1964 году в библиотеку было передано из Духовного управления мусульман 646 экземпляров рукописных и старопечатных книг арабской графики.
С 1964 по сентябрь 1967 года, после закрытия Башкирского филиала, библиотека была сохранена как комплексная научная библиотека Уфимского института истории, языка и литературы в системе Академии наук СССР.
В 1969 году библиотека переехала в новое помещение по улице Ленина, 62. К этому времени она имела два филиала.
В 1970 году библиотека была награждена Дипломом III степени как победитель во Всесоюзном смотре библиотек.
В 1977 году по итогам работы комиссии библиотеки по естественным наукам РАН, библиотека была награждена Дипломом I степени «За лучшую научную работу».
В 1980 году библиотека переезжает в новое, специально построенное для неё здание по проспекту Октября, 71. Величина фонда к этому времени достигла уже 550 тыс. изданий.
В 1988 году директором библиотеки стала Вера Александровна Сидорова, которая возглавляла библиотеку до 1997 года.
В 2013 году библиотека получала более 220 названий периодических изданий. Годовое поступление новой литературы составило 3428 экземпляров.
В 2014 году директором библиотеки стала Сибагатова Рамиля Юмадиловна.

## Структура и филиалы
В настоящее время штат библиотеки насчитывает 18 сотрудников, включая переплетчика. Всю цепочку технологических библиотечно-библиографических процессов в библиотеке осуществляют 4 сектора: сектор редкой книги; сектор комплектования, учёта и обработки литературы; сектор обслуживания читателей; информационно-библиографический сектор.
Филиал № 1 обслуживает Институт биологии, Институт биохимии и генетики, Ботанический сад-институт и Институт органической химии. Его фонд составляет около 150 тыс. экземпляров. Филиал № 2 находится в Институте математики, его фонд насчитывает около 60 тыс. экземпляров изданий. В институте геологии для удобства читателей организована передвижка наиболее спрашиваемой литературы в количестве 400 экземпляров.
Имеет три читальных зала на 70 мест.